# NBT (기업)
주식회사 NBT는 서울특별시 서초구 서초대로38길 12, 마제스타시티 타워1 14층에 본사를 둔 애드테크 기업으로, 캐시슬라이드 제품군으로 알려져 있다.

## 역사
NBT는 2012년 9월 17일 박수근 대표이사에 의해 설립되었으며, 동년 11월 17일에 캐시슬라이드를 출시하였다.
2017년 12월, 캐시슬라이드 스텝업을 출시하였다.
2021년 1월 21일, 코스닥 시장에 상장하였다.
2025년 3월, 넛지헬스케어가 NBT를 인수하였다.

### 내용주
1. ↑  Next Big Thing의 약자
2. ↑  주관사를 미래에셋대우로 공모가 19,000원에 코스닥 시장에 상장